# Spider-Man (filmová série)
Spider-Man měl dohromady spoustu filmových zpracování. Objevil se ve svých sólových filmech, ale i v jiných superhrdinských filmech.

## Původní filmy

### The Amazing Spider-Man
V roce 1978 byl natočen seriál The Amazing Spider-Man v hlavní roli s Nicholasem Hammondem. O rok později 1979 bylo natočeno pokračování Spider-Man Strikes Back a hlavní roli si opět zahrál Nicholas Hammond.
Poslední pokračování bylo natočeno v roce 1981 s názvem Spider-Man Dragon`s Challenge hlavní roli si naposledy zahrál Nicholas Hammond.

## Filmy Sama Raimiho

### Spider-Man
V roce 2002 firma Sony Pictures Entertainment (které Spider-Man od roku 1995 patří) uvedla film Spider-Man (film) a hlavní roli si zahrál tehdy ne moc známý Tobey Maguire. V roli záporáka (Green Goblina/Normana Osborna) byl Willem Dafoe. Film měl obrovský úspěch a hned bylo naplánované pokračování.

### Spider-Man 2
V roce 2004 bylo natočeno první pokračování s názvem Spider-Man 2. V hlavní roli se opět představil Tobey Maguire. Roli záporáka získal Alfred Molina a zahrál si Doctora Octopuse. Film měl opět značný úspěch.

### Spider-Man 3
Díky značnému úspěchu předchozího dílu bylo v roce 2007 natočeno druhé pokračovaní s názvem Spider-Man 3. V hlavní roli se zase představil Tobey Maguire a role záporáků získali Topher Grace který hrál Venoma a Thomas Haden Church, který hrál Sandmana. Film již neměl až tak velký úspěch a tak se další pokračování (které bylo ale plánované) netočilo. Tobey Maguire se stal po ztvárnění role Spider-Mana hvězdou.

## Filmy Marca Webba

### Amazing Spider-Man
Sony se rozhodl, že uvede na plátna nový snímek o pavoučím muži. Ovšem celé odznova-reboot celé Raimiho série. V roce 2012 tak na plátna vstoupil Amazing Spider-Man s hercem Andrew Garfieldem v hlavní roli. Roli záporáka (Dr.Curt Connors / Lizard) získal Rhys Ifans. Film neměl moc velký úspěch, ale Sony doufal, že pokračování bude mít úspěch větší.

### Amazing Spider-Man 2
Sony tedy natočil v roce 2014 pokračování s názvem Amazing Spider-Man 2. V hlavní roli se znovu objevil Andrew Garfield. Role záporáků měli Jamie Foxx jako Electro, Dane Dehaan jako Green Goblin a Paul Giamatti jako Rhino. Z důvodu obrovského neúspěchu nebylo plánované pokračování.

## Marvel Cinematic Universe

### Captain America: Občanská válka
V roce 2015 se Sony dohodl s Marvelem, že se Spider-Man může objevit v několika filmech MCU. Prvním z nich byl Captain America: Občanská válka. V těchto filmech hrál Spider-Mana Tom Holland.

### Spider-Man: Homecoming
Dalším filmem v dohodě je film z roku 2017 Spider-Man: Homecoming. Tento film měl jako hlavního padoucha Vultura, kterého si zahrál Michael Keaton. Objevil se ve filmu několikrát i Tony Stark (Iron Man). Byla oznámena práce na sequelu.

### Avengers: Infinity War
Spider-Man se zde objeví vedle velké řady postav z MCU, jako například Avengers, Strážci Galaxie, Doctor Strange,... Objeví se zde v speciálním obleku, který mu Stark vyrobil.

### Avengers: Endgame
Ve světě ve kterém Thanos zabil půlku všech žijících stvoření se bude odehrávat nejnovější díl Avengers. Zde se objevil až ve finální bitvě, kdy přišli ostatní oživení hrdinové spolu s čaroději.

### Spider-Man: Daleko od domova
Je pátý film s Tomem Hollandem, Tento film se odehrává krátce po událostech z předchozího snímku, Avengers: Endgame ve kterém bude cestovat po Evropě, hlavně Londýn, Paříž, Berlín, Benátky a Praha. (Díky tomu se natáčelo i v České republice, v Praze a Liberci.) Agent Nick Fury ho zkontaktuje a požádá ho jako Spider-Mana na pomoc kvůli nové hrozbě způsobenou lusknutím rukavice nekonečna. Hlavního záporaka Mysteria ztvárnil Jake Gyllenhaal.

### Spider-Man: Bez domova
Jedná se o šestý film, který se odehrává již delší dobu po událostech ze snímku Avengers: Endgame. V tomto filmu se bude Spiderman, s pomocí Dr. Strange, snažit o to, aby všichni zapomněli, že je Spiderman poté, co hlavní záporná postava, z předešlého snímku, zveřejnila jeho identitu. Následné špatné provedení kouzla vyústí v to, že se propojí paralelní světy, ze kterých se ukáže většina hlavních záporáků (Green Goblin, Doctor Octopus, Electro, Sandman a Lizard) ze všech předešlých Spiderman filmů (z filmů od Sama Raimiho a Marca Webba). Ve filmu se objeví i původní Spider-Mani ztvárněni herci, kteří si v minulosti zahráli Spider-Mana (Tobey Maguire a Andrew Garfield).